# Gózd (gromada w powiecie ryckim)
Gózd (do 30 XII 1968 Jagodne) – dawna gromada, czyli najmniejsza jednostka podziału terytorialnego Polskiej Rzeczypospolitej Ludowej w latach 1954–1972.
Gromady, z gromadzkimi radami narodowymi (GRN) jako organami władzy najniższego stopnia na wsi, funkcjonowały od reformy reorganizującej administrację wiejską przeprowadzonej jesienią 1954 do momentu ich zniesienia z dniem 1 stycznia 1973, tym samym wypierając organizację gminną w latach 1954–1972.
Gromadę Gózd z siedzibą GRN w Goździe utworzono 1 stycznia 1969 w powiecie ryckim w woj. warszawskim w związku z przeniesieniem siedziby GRN gromady Jagodne z Jagodnego do Gozdu i zmianą nazwy jednostki na gromada Gózd.
Gromada przetrwała do końca 1972 roku, czyli do kolejnej reformy gminnej.